# Фрідріх Крістіан Шаумбург-Ліппський
Фрідріх Крістіан Вільгельм Александер Шаумбург-Ліппський (нім. Friedrich Christian Wilhelm Alexander Prinz zu Schaumburg-Lippe; 5 червня 1906, Бюккебург — 20 вересня 1983, Вассербург-ам-Інн) — німецький офіцер, штандартенфюрер СА (1943). Таємний радник і ад'ютант Йозефа Геббельса.

## Біографія

### Раннє життя
Молодший син Георга, князя Шаумбург-Ліппського (1846—1911), і його дружини, принцеси Марії Анни Саксен-Альтенбурзької (1864—1918). Рано осиротівши, принц ріс під опікою свого старшого брата, останнього правлячого князя Адольфа. Навчався в Боннському і Кельнському університетах.
Принц був тричі одружений. 25 вересня 1927 року він одружився першим шлюбом з графинею Александрою Гедвігою Йоганною Бертою Марією цу Кастель-Рюденгаузен (29 червня 1904 — 9 вересня 1961), дочкою графа Вольфганга цу Кастель-Рюденгаузена. Подружжя мало трьох дітей.
Принц Фрідріх Крістіан, розчарований революцією в Німеччині і поваленням німецьких монархій, виступав за відновлення монархії. З серпня 1928 року принц став активно співпрацювати з НСДАП, а у вересні 1929 року став членом партії. Фрідріх Крістіан і його старший брат Вольрад вступили в СА. Спочатку Фрідріх Крістіан працював під керівництвом Роберта Лея, гауляйтера Кельна-Кобленца.
З 1930 року принц працював директором товариства з випуску нацистських газет, а в 1931-33 роках керував компанією «Dietrich u Co» в Кельні, глава нацистського друкарської ротаційні.
У 1933 році призначений ад'ютантом міністра пропаганди Йозефа Геббельса. У листопаді 1934 принц став референтом в іноземному відділі міністерства пропаганди. 
З 1943 року під час війни принц Фрідріх Крістіан служив в якості панцергренадера. У 1945—1948 роках принц Шаумбург-Ліппе був інтернований в радянській частині Німеччини (НДР). У липні 1950 року в Мюнхені принц був класифікований як «правопорушник групи IV». Написав ряд мемуарів.
Александра померла 9 вересня 1961 року. Через рік, 15 жовтня 1962 року, Фрідріх Крістіан вдруге одружився з принцесою Марією-Луїзою (8 грудня 1908 — 29 грудня 1969), старшою дочкою принца Альбрехта Шлезвіг-Гольштейн-Зондербург-Глюксбурзького. Другий шлюб був бездітним.
6 березня 1971 року принц втретє одружився з Еллен Майр (12 березня 1913), від шлюбу з якою дітей також не мав.

## Родина
Дружина —  графиня Александра Гедвіга Кастель-Рюденгаузенська (29 червня 1904 — 9 вересня 1961).
Діти:
- Марія Єлизавета (19 грудня 1928 — 4 грудня 1945)
- Альбрехт Вольфганг (5 серпня 1934), 1-а дружина з 1941 по 1962 рік: Катерина фон Вітенек-Гурт (1941), 2-а дружина з 1962 по 1974 рік: Гайдемарі Гюнтер (1945), 3-тя дружина з 1983 року: Гертруда Фрідгубер (1951). Двоє дітей від другого шлюбу
- Крістіна (16 жовтня 1936), чоловік з 1958 року барон Альбрехт Зюскінд-Швенді (1937)

Дружина — принцеса Марія-Луїза (8 грудня 1908 — 29 грудня 1969). Другий шлюб був бездітним.
Дружина — Еллен Майр (12 березня 1913). Третій шлюб був бездітним.

## Нагороди
- Орден Заслуг (Ліхтенштейн), командорський хрест
- Золотий партійний знак НСДАП